# Pseudoamerioppia circumciliata
Pseudoamerioppia circumciliata är en kvalsterart som först beskrevs av Balogh 1959.  Pseudoamerioppia circumciliata ingår i släktet Pseudoamerioppia och familjen Oppiidae. Inga underarter finns listade i Catalogue of Life.